# Polskie Radio 1

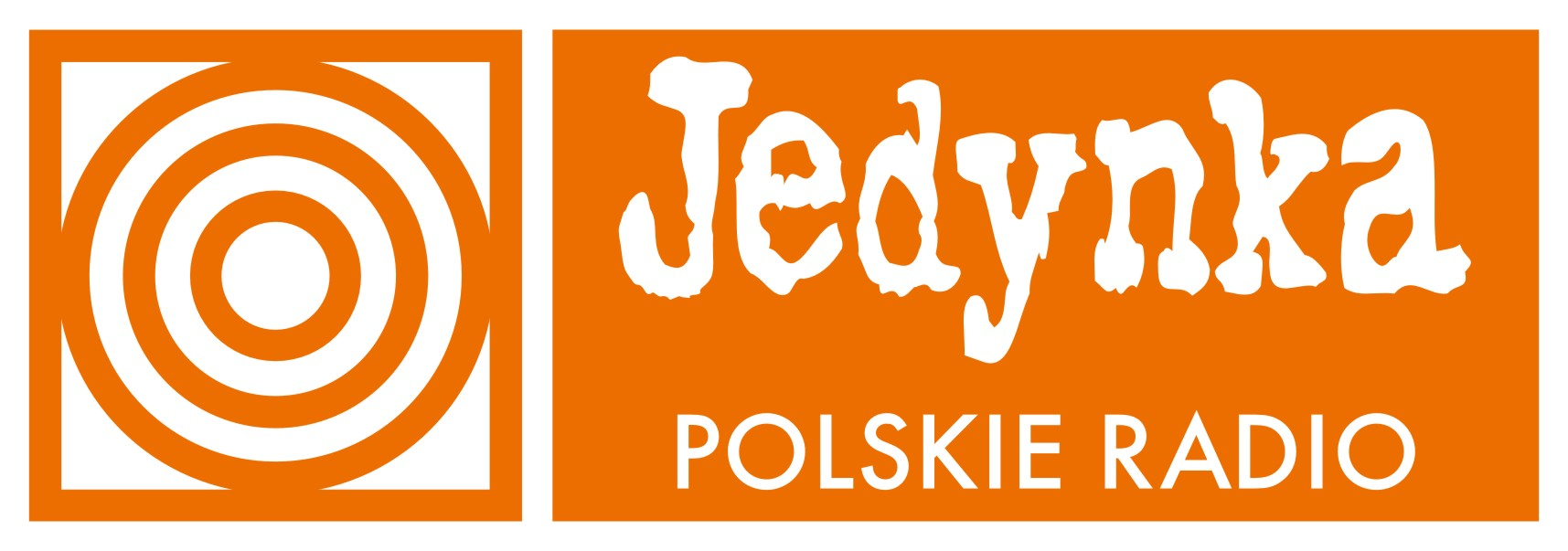
Logo

Polskie Radio 1, kurz PR1, voller Name Polskie Radio Program Pierwszy [ˈpɔlskʲɛ ˈradjɔ ˈprɔgram ˈpjɛrfʃɨ] (dt. 'Polnischer Hörfunk Erstes Programm') bzw. Program Pierwszy Polskiego Radia [ˈprɔgram ˈpjɛrfʃɨ ˈpɔlskʲɛgɔ ˈradja] (dt. 'Erstes Programm des polnischen Hörfunks'), auch Jedynka [jɛˈdɨnka] (dt. 'Die Eins') genannt, ist das erste Programm der öffentlich-rechtlichen Hörfunkanstalt Polens namens Polskie Radio.
Es ging am 18. April 1926 auf Sendung.
Die wichtigsten Inhalte von PR1 sind:
- politische Kommentare und Diskussionen
- Kurznachrichten
- Berichte über Ereignisse aus Kunst, Musik, Literatur, Theater, Malerei
- Live-Übertragungen aus Konzerten und Musikwettbewerben
- Reportagen über aktuelle Themen
- Dokumentationen über historische Themen
- halb- bis einstündige Nachrichtensendungen
- moderne sowie Schlagermusik
- Erwachsenenunterhaltung mit prominenten Gästen
- Radio-Soaps
- Populärwissenschaftliche Informationssendungen
- anspruchsvolles Nachtprogramm

Der Sender wird landesweit über UKW-Frequenzen (darunter auch die in Deutschland als Bandgrenze nicht genehmigungsfähige 87,5) verbreitet und kann über die Langwellenfrequenz 225 kHz (insbesondere in den Nachtstunden) in ganz Europa empfangen werden. Senderstandort ist Solec Kujawski, früher war es Konstantynów.